# Umetnostno drsanje na Zimskih olimpijskih igrah 1952
Umetnostno drsanje na Zimskih olimpijskih igrah 1952.

## Dobitniki medalj
| Tekma  | Zlato                  | Srebro                         | Bron                         |
| Moški  | Dick Button            | Helmut Seibt                   | James Grogan                 |
| Ženske | Jeannette Altwegg      | Tenley Albright                | Jacqueline du Bief           |
| Pari   | Ria Baran in Paul Falk | Karol Kennedy in Peter Kennedy | Marianna Nagy in László Nagy |